# Clint Capela
Clint N'Dumba-Capela (Ginebra, Suïssa, 18 de maig de 1994) és un baloncestista professional suís que juga en la posició de pivot pels Houston Rockets de la NBA.

## Professional

### Élan Chalon (2012-2014)
Capela va arribar a Chalon en 2009, i en 2012, es va unir a l'equip sènior Élan Chalon de la LNB Pro A.
El 12 d'abril de 2014 Capela va representar l'Equip Mundial en el Nike Hoop Summit 2014. Més tard aquest mes, va declarar pel Draft de la NBA de 2014. Al maig de 2014, va ser nomenat Millor Jugador Jove i Jugador Més Millorat de la LNB Pro A de la temporada 2013-14.

### NBA: Houston Rockets (2014-present)
Capela va ser seleccionat en el lloc 25º en la primera ronda pels Houston Rockets en el Draft de la NBA de 2014. El 25 de juliol de 2014 va signar pels Rockets. El 30 de març de 2015 va anotar els seus primers punts en la NBA, acabant el partit amb 8 punts i 9 rebots en la derrota contra Toronto Raptors. Durant la seva temporada de rookie, va participar en la lliga de Desenvolupament de la NBA en els Rio Gran Valley Vipers.
En la seva segona temporada, i amb la lesió dels homes alts de l'equip com Dwight Howard i Donatas Motiejunas va aconseguir el seu primer doble-doble de la seva carrera amb 13 punts i 12 rebots com a titular en la derrota de l'equip per 116-110 davant els Sagrament Kings.

## Estadístiques de la seva carrera en la NBA
|  | Líder de la lliga |

### Temporada regular
| Any     | Equip   | PJ  | PT  | MPP  | %TC   | %3   | %TL  | RPP  | APP | ROB | TPP | PPP  |
| ------- | ------- | --- | --- | ---- | ----- | ---- | ---- | ---- | --- | --- | --- | ---- |
| 2014-15 | Houston | 12  | 0   | 7.5  | .483  | -    | .174 | 3.0  | .2  | .1  | .8  | 2.7  |
| 2015-16 | Houston | 77  | 35  | 19.1 | .582  | .000 | .379 | 6.4  | .6  | .8  | 1.2 | 7.0  |
| 2016-17 | Houston | 57  | 51  | 23.6 | .643  | -    | .531 | 8.1  | 1.0 | .5  | 1.2 | 12.6 |
| 2017-18 | Houston | 74  | 74  | 27.5 | .652* | .000 | .560 | 10.8 | .9  | .8  | 1.9 | 13.9 |
| Total   | Total   | 228 | 168 | 22.6 | .629  | .000 | .482 | 8.1  | .8  | .7  | 1.4 | 10.6 |

### Playoffs
| Any   | Equip   | PJ | PT | MPP  | %TC  | %3   | %TL  | RPP  | APP | ROB | TPP | PPP  |
| ----- | ------- | -- | -- | ---- | ---- | ---- | ---- | ---- | --- | --- | --- | ---- |
| 2015  | Houston | 17 | 0  | 7.5  | .677 | -    | .517 | 2.5  | .3  | .2  | .5  | 3.4  |
| 2016  | Houston | 5  | 0  | 8.6  | .333 | -    | .400 | 4.0  | .4  | .6  | .4  | 1.6  |
| 2017  | Houston | 11 | 11 | 26.0 | .561 | .000 | .615 | 8.7  | 1.1 | .7  | 2.5 | 10.5 |
| 2018  | Houston | 17 | 17 | 30.6 | .660 | -    | .473 | 11.6 | 1.3 | .8  | 2.1 | 12.7 |
| Total | Total   | 50 | 28 | 19.5 | .620 | .000 | .523 | 7.1  | .8  | .6  | 1.5 | 7.9  |

## Internacional
L'agost de 2013, Capela va debutar per a l'equip de bàsquet nacional de Suïssa en les rondes de classificació de la FIBA Eurobasket 2015.